# Wellness
Ordet wellness kommer af engelsk: at være well, og har en dobbelt betydning: At være rask og at have det godt.
Wellness omfatter fysisk, mentalt og emotionelt, spirituelt og socialt velvære.
Ordet wellness benyttes over hele verden om sundhed og velvære, både i bredeste forstand, men også om særlige velværeaktiviteter i wellnesscentre og spa'er.
I wellnesscentre udbydes bade (dampbad, sauna, boblebade m.m.), massage, krops- og ansigtsbehandlinger m.m.